# Longavesnes
Longavesnes är en kommun i departementet Somme i regionen Hauts-de-France i norra Frankrike. Kommunen ligger i kantonen Roisel som tillhör arrondissementet Péronne. År 2022 hade Longavesnes 72 invånare.

## Befolkningsutveckling
Antalet invånare i kommunen Longavesnes
| Referens: INSEE |